# 縱帶多彩鯰
縱帶多彩鯰，為輻鰭魚綱鯰形目擬油鯰科的其中一種，為熱帶淡水魚類，分布於南美洲巴西阿拉瓜亞河流域，體長可達2.8公分，棲息在底層水域，生活習性不明。

## 扩展阅读
維基物種上的相關：縱帶多彩鯰